# Jim Montgomery (hóquei no gelo)
Jim Montgomery (Montreal, 30 de junho de 1969) é um canadense ex-jogador e treinador profissional de hóquei no gelo que é o treinador principal do St. Louis Blues da National Hockey League (NHL).
Originalmente não draftado pelas equipes da NHL, ele jogou um total de seis temporadas pelo St. Louis Blues, Montreal Canadiens, Philadelphia Flyers, San Jose Sharks e Dallas Stars.

## Carreira de jogador
Montgomery jogou pelo Cégep de Saint-Laurent em Montreal na temporada de 1987–88, antes de se juntar ao Pembroke Lumber Kings, uma equipe de hóquei junior na Central Canada Hockey League na temporada de 1988–89. Na temporada seguinte, ele ingressou na Universidade de Maine e jogou quatro anos com a equipe, ganhando vários prêmios e se estabelecendo como um dos melhores prospectos. Notavelmente, ele foi nomeado All-Star por três anos (1991, 1992, 1993) e foi nomeado MVP do Torneio da NCAA quando capitaneou Maine para um recorde de 42–1–2 e o título nacional de 1993. Seus três gols no terceiro período levaram sua equipe a uma vitória de 5–4 de virada sobre Lake Superior State na final. Montgomery terminou sua carreira em Maine como o maior artilheiro de todos os tempos da universidade com 301 pontos em 103 gols e 198 assistências. Seu número 19 foi aposentado por Maine.
Após a universidade, Montgomery foi contratado pelo St. Louis Blues da National Hockey League (NHL). Na temporada de 1993–94, ele participou de 67 jogos e marcou 20 pontos, ambos recordes em sua carreira na NHL. Após a temporada, o altamente cotado Montgomery foi trocado para o Montreal Canadiens. Na temporada de 1994–95, no entanto, as coisas não funcionaram e, após apenas 5 jogos, Montgomery foi dispensado pelos Canadiens. Mais tarde naquele ano, ele foi contratado pelo Philadelphia Flyers e jogou em 8 jogos da temporada regular e 7 jogos dos playoffs. Na temporada de 1995–96, Montgomery jogou apenas 5 jogos com os Flyers, mas teve um ano de destaque com o afiliado dos Flyers na AHL, Hershey Bears. Ele marcou 105 pontos em 78 jogos e foi nomeado para o Segundo Time da AHL.
Seriam mais 4 anos antes de Montgomery retornar à NHL. Ele jogou na Deutsche Eishockey Liga (DEL) na Alemanha na temporada de 1996–97, seguido por dois anos completos com o Philadelphia Phantoms da AHL. Na temporada de 1999–2000, Montgomery jogou parte do ano com os Phantoms e passou a maior parte do ano com o Manitoba Moose da International Hockey League (IHL).
Em 2000, Montgomery foi contratado pelo San Jose Sharks. Ele jogou a maior parte da temporada de 2000–01 com o Kentucky Thoroughblades, mas também participou de 28 jogos com os Sharks. No ano seguinte, ele foi contratado pelo Dallas Stars e jogou 9 jogos com a equipe ao longo de dois anos, passando a maior parte do tempo com o Utah Grizzlies. Montgomery então jogou um ano na Rússia e um ano no Missouri River Otters antes de se aposentar em 2005.

## Estatísticas como jogador
| 1988–89   | Pembroke Lumber Kings   | CCHL   | 50  | 53 | 101 | 154 | 112 | —  | —  | —  | —  | —  |
| 1989–90   | University of Maine     | HE     | 45  | 26 | 34  | 60  | 35  | —  | —  | —  | —  | —  |
| 1990–91   | University of Maine     | HE     | 43  | 24 | 57  | 81  | 44  | —  | —  | —  | —  | —  |
| 1991–92   | University of Maine     | HE     | 37  | 21 | 44  | 65  | 46  | —  | —  | —  | —  | —  |
| 1992–93   | University of Maine     | HE     | 45  | 32 | 63  | 95  | 40  | —  | —  | —  | —  | —  |
| 1993–94   | St. Louis Blues         | NHL    | 67  | 6  | 14  | 20  | 44  | —  | —  | —  | —  | —  |
| 1993–94   | Peoria Rivermen         | IHL    | 12  | 7  | 8   | 15  | 10  | —  | —  | —  | —  | —  |
| 1994–95   | Montreal Canadiens      | NHL    | 5   | 0  | 0   | 0   | 2   | —  | —  | —  | —  | —  |
| 1994–95   | Philadelphia Flyers     | NHL    | 8   | 1  | 1   | 2   | 6   | 7  | 1  | 0  | 1  | 2  |
| 1994–95   | Hershey Bears           | AHL    | 16  | 8  | 6   | 14  | 14  | 6  | 3  | 2  | 5  | 25 |
| 1995–96   | Philadelphia Flyers     | NHL    | 5   | 1  | 2   | 3   | 9   | 1  | 0  | 0  | 0  | 0  |
| 1995–96   | Hershey Bears           | AHL    | 78  | 34 | 71  | 105 | 95  | 4  | 3  | 2  | 5  | 6  |
| 1996–97   | Kölner Haie             | DEL    | 50  | 12 | 35  | 47  | 11  | 4  | 0  | 1  | 1  | 6  |
| 1997–98   | Philadelphia Phantoms   | AHL    | 68  | 19 | 43  | 62  | 75  | 20 | 13 | 16 | 29 | 55 |
| 1998–99   | Philadelphia Phantoms   | AHL    | 78  | 29 | 58  | 87  | 89  | 16 | 4  | 11 | 15 | 20 |
| 1999–2000 | Philadelphia Phantoms   | AHL    | 13  | 3  | 9   | 12  | 22  | —  | —  | —  | —  | —  |
| 1999–2000 | Manitoba Moose          | IHL    | 67  | 18 | 28  | 46  | 111 | —  | —  | —  | —  | —  |
| 2000–01   | San Jose Sharks         | NHL    | 28  | 1  | 6   | 7   | 19  | —  | —  | —  | —  | —  |
| 2000–01   | Kentucky Thoroughblades | IHL    | 55  | 22 | 52  | 74  | 44  | 3  | 1  | 2  | 3  | 5  |
| 2001–02   | Dallas Stars            | NHL    | 8   | 0  | 2   | 2   | 0   | —  | —  | —  | —  | —  |
| 2001–02   | Utah Grizzlies          | AHL    | 71  | 28 | 43  | 71  | 90  | 5  | 0  | 1  | 1  | 23 |
| 2002–03   | Dallas Stars            | NHL    | 1   | 0  | 0   | 0   | 0   | —  | —  | —  | —  | —  |
| 2002–03   | Utah Grizzlies          | AHL    | 72  | 22 | 46  | 68  | 109 | 2  | 0  | 0  | 0  | 2  |
| 2003–04   | Salavat Yulaev Ufa      | RSL    | 20  | 0  | 7   | 7   | 10  | —  | —  | —  | —  | —  |
| 2004–05   | Missouri River Otters   | UHL    | 42  | 20 | 27  | 47  | 64  | 3  | 0  | 0  | 0  | 0  |
| Totais    | Totais                  | Totais | 122 | 9  | 25  | 34  | 80  | 8  | 1  | 0  | 1  | 2  |

## Carreira de treinador
Montgomery foi assistente técnico da Universidade de Notre Dame na temporada de 2005–06. Em 2006, Montgomery iniciou um período de quatro anos como assistente técnico no Instituto Politécnico Rensselaer. Em 12 de abril de 2010, ele foi nomeado técnico da franquia de expansão da United States Hockey League (USHL), Dubuque Fighting Saints. No primeiro ano da equipe, Montgomery guiou os Fighting Saints a um recorde de 37–14–9 e ao título da USHL. Ele venceu o Clark Cup novamente na temporada seguinte. Em 2013, Montgomery foi contratado pela Universidade de Denver e os levou ao Torneio da NCAA. Em 2017, seu quarto ano como treinador principal da universidade, ele os levou a final do Campeonato Nacional. Na temporada de 2016–17, ele foi nomeado o Treinador Nacional do Ano pelo Prêmio Spencer Penrose.

### Dallas Stars (2018–2019)
Em 4 de maio de 2018, Montgomery foi nomeado treinador principal do Dallas Stars da National Hockey League (NHL). Ele levou os Stars à sua primeira aparição nos playoffs em três anos.
Em 10 de dezembro de 2019, os Stars demitiram Montgomery por "conduta não profissional inconsistente com os valores e crenças fundamentais do Dallas Stars e da National Hockey League." Em uma coletiva de imprensa, o gerente geral Jim Nill disse que a situação veio à tona no fim de semana anterior e envolvia "um ato material de falta de profissionalismo" grave o suficiente para exigir a demissão imediata de Montgomery. Ele não ofereceu detalhes "por respeito a todos os envolvidos," apenas dizendo que não envolvia abuso de jogadores ou conduta criminosa.
De acordo com Elliotte Friedman da Sportsnet, Montgomery foi demitido por "um problema de comportamento pessoal", e os Stars não estavam divulgando detalhes para proteger a privacidade tanto do denunciante quanto da família de Montgomery. Ele disse à WFAA em Dallas que "haverá um momento" em que falará sobre as circunstâncias que levaram à sua demissão.
Em 3 de janeiro de 2020, Montgomery anunciou que havia se internado em uma clínica de reabilitação para tratar o abuso de álcool. Ele disse que os Stars tomaram "uma decisão apropriada" ao demiti-lo e que sua demissão o fez perceber que estava vivendo um "estilo de vida prejudicial." Em 7 de janeiro, o Fort Worth Star-Telegram relatou que Montgomery foi demitido em parte devido a preocupações com sua bebida. o gerente geral Jim Nill teria confrontado Montgomery em várias ocasiões sobre beber em público. Os Stars estavam cientes do histórico de Montgomery com álcool; ele havia sido preso por dirigir embriagado em 2008.

### St. Louis Blues (2020–2022)
Em 16 de setembro de 2020, o St. Louis Blues contratou Montgomery com um contrato de dois anos, atuando como assistente técnico sob o comando de Craig Berube.

### Boston Bruins (2022–Presente)
Em 30 de junho de 2022, o Boston Bruins nomeou Montgomery como treinador principal. O jeito positivo de Montgomery foi amplamente avaliado como uma mudança significativa em relação à abordagem de seu predecessor, levando a grandes melhorias na equipe para a temporada de 2022–23. Os Bruins terminaram com um recorde de 65–12–5 e 135 pontos, quebrando tanto o recorde anterior de vitórias (62), compartilhado pelo Tampa Bay Lightning de 2018–19 e pelo Detroit Red Wings de 1995–96, quanto o recorde de pontos (132), anteriormente estabelecido pelo Montreal Canadiens de 1976–77. A equipe recebeu o Troféu dos Presidentes, enquanto Montgomery ganhou o Prêmio Jack Adams como Treinador do Ano da NHL.
Os Bruins entraram nos playoffs da Stanley Cup de 2023 como favoritos ao título. No entanto, foram eliminados na primeira rodada pelo Florida Panthers, desperdiçando uma vantagem de 3–1. A série foi apelidada de "um dos piores colapsos na história do esporte de Boston." Muitas recriminações surgiram sobre as decisões de Montgomery como técnico, em particular a escolha de se afastar da rotação de goleiros da temporada regular entre Linus Ullmark e Jeremy Swayman, optando por jogar exclusivamente com Ullmark, apesar de ele estar lidando com uma lesão. Ullmark defendeu Montgomery, dizendo: "algo que todo mundo faz quando as coisas não estão indo como eles querem é tentar encontrar um bode expiatório."

## Estatísticas como treinador principal

### NHL
| Time          | Ano     | Temporada regular | Temporada regular | Temporada regular | Temporada regular | Temporada regular | Temporada regular | Pós-Temporada | Pós-Temporada | Pós-Temporada                   |
| Time          | Ano     | G                 | W                 | L                 | OTL               | Pts               | Classificação     | W             | L             | Resultado Final                 |
| ------------- | ------- | ----------------- | ----------------- | ----------------- | ----------------- | ----------------- | ----------------- | ------------- | ------------- | ------------------------------- |
| Dallas Stars  | 2018–19 | 82                | 43                | 32                | 7                 | 93                | 4º na Central     | 7             | 6             | Perdeu na Segunda Rodada (STL)  |
| Dallas Stars  | 2019–20 | 31                | 17                | 11                | 3                 | (37)              | (Demitido)        | —             | —             | —                               |
| Boston Bruins | 2022–23 | 82                | 65                | 12                | 5                 | 135               | 1º no Atlântico   | 3             | 4             | Perdeu na Primeira Rodada (FLA) |
| Boston Bruins | 2023–24 | 82                | 47                | 20                | 15                | 109               | 2º no Atlântico   | 6             | 7             | Perdeu na Segunda Rodada (FLA)  |
| Total         | Total   | 278               | 172               | 75                | 30                |                   |                   | 16            | 17            | 3 aparições nos playoffs        |